# Șapte Sate
Șapte Sate (în maghiară Hétfalu, în germană Siebendörfer) a fost un district al Comitatului Brașov, format din cele șapte sate care astăzi fac parte din municipiul Săcele (Baciu, Turcheș, Cernatu, Satulung) și comuna Tărlungeni (Tărlungeni, Zizin și Purcăreni). Reședința districtului era Satulung (în maghiară Hosszúfalu). Termenul de Șapte sate este folosit și în prezent.
Mocanii săceleni au fost a cei mai vechi locuitori ai acestei zone. Ocupația lor de bază era cărăușie și oieritul, ei dețineau mii de oi.  Între secolele XIII-XIV s-a stabilit în această zonă o populație numeroasă maghiară. Aceștia erau numiți și ceangăi și  practicau cu precădere agricultura, meșteșugurile și meseriile specifice.
În a doua jumătate a secolului XI, când Țara Bârsei a intrat în stăpânirea regatului maghiar, cele șapte sate săcelene sunt amintite în izvoarele istorice ale vremurilor cu termenul de „septem villae valacheles” („șapte sate valahe”) . Prima mențiune documentară este realizată prin actul emis la data de 16 mai 1366 de către Ludovic I de Anjou, regele Ungariei, prin care acesta îi dăruiește comitelui Stanislav, un curtean al său, cele șapte sate din Țara Bârsei   cu drept de moștenire. Denumirea de „Săcele” apare prima dată în scrisorile lui Vlad Călugăru, domnitorul Țării Românești între anii 1482 - 1495, către magistratul orașului Brașov.

## Legături externe
- Cele șapte sate săcelene Arhivat în 30 noiembrie 2007, la Wayback Machine.
- Săcele: Istorie seculară in tinutul celor 7 sate